# دوقية براونشفايغ

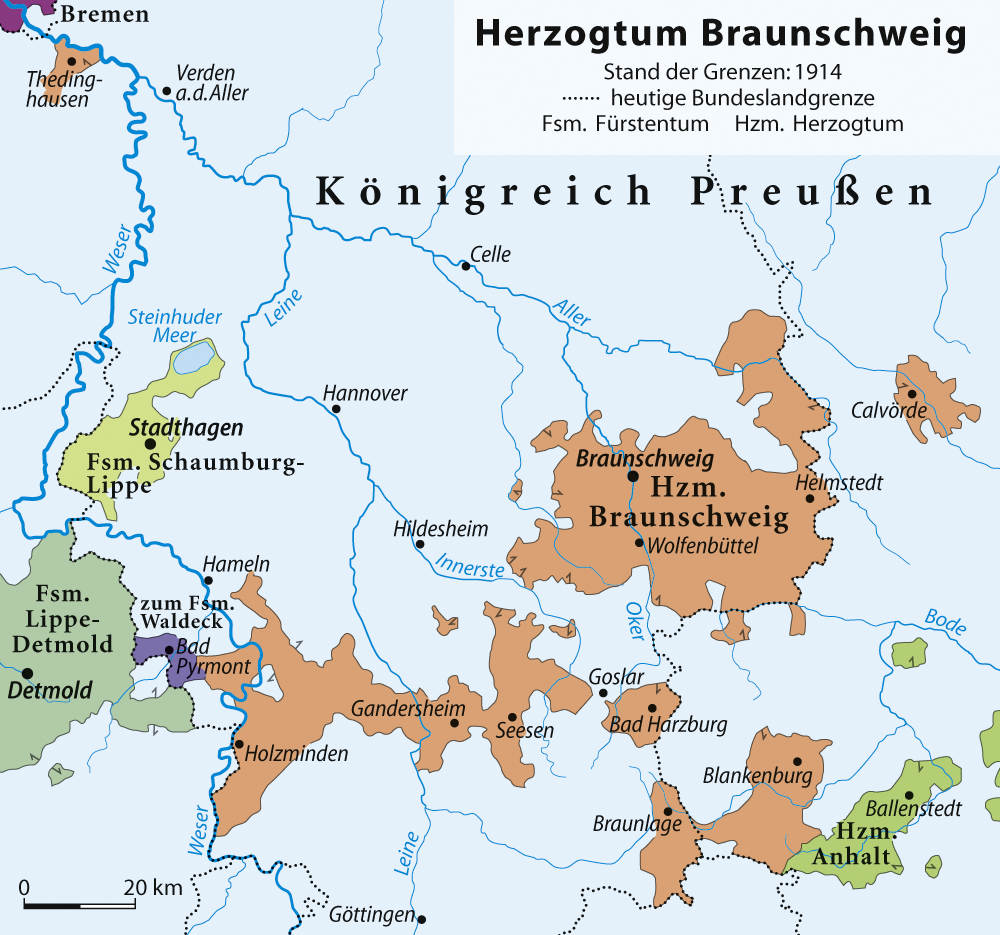
دوقية براونشفايغ (بالبرتقالي) سنة 1914

دوقية براونشفايغ ((بالألمانية: Herzogtum Braunschweig)) دولة تاريخية في ألمانيا. في الأصل أراضي براونشفايغ فولفنبوتل في الإمبراطورية الرومانية المقدسة، أنشأت باعتبارها دوقية مستقلة من قبل مؤتمر فيينا في عام 1815. وكانت عاصمتها مدينة براونشفايغ.

## معرض صور

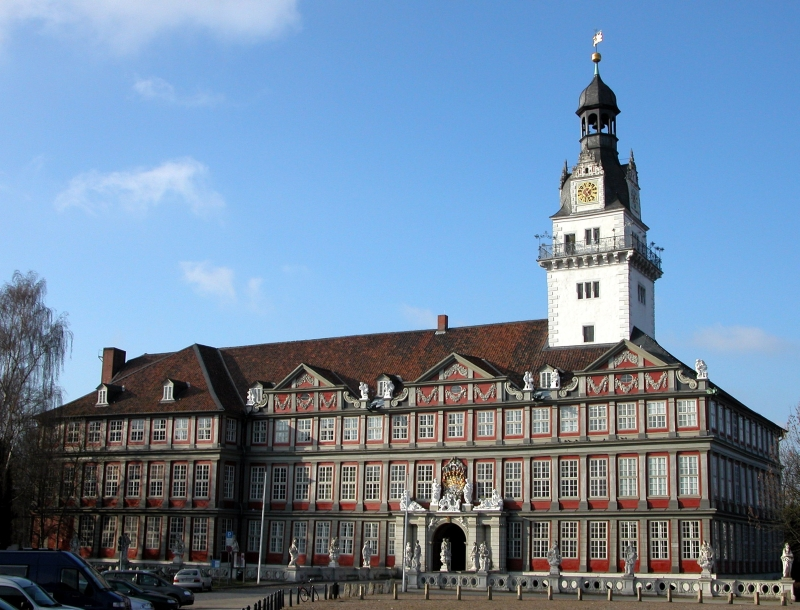
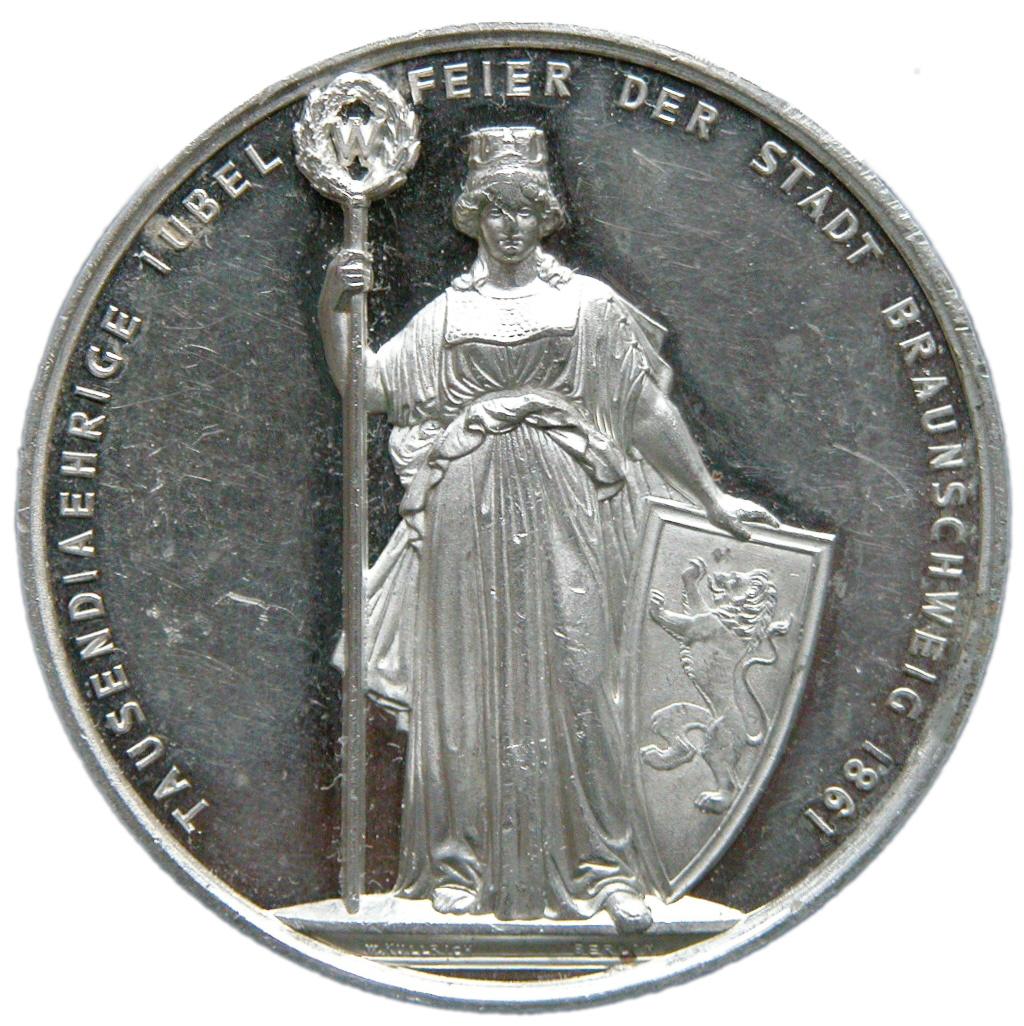
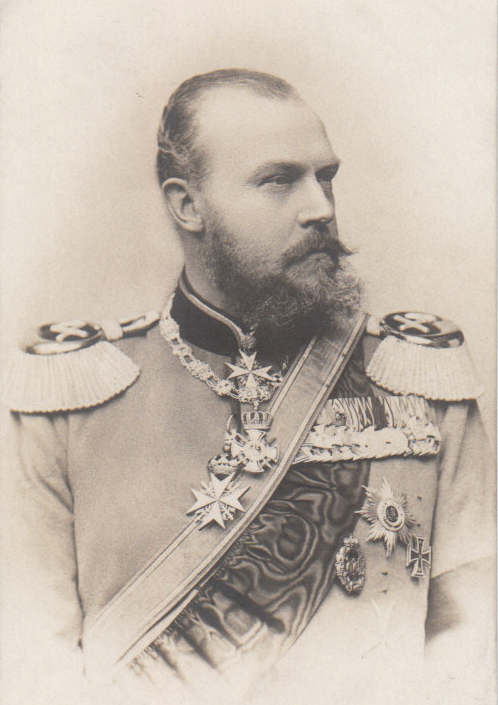
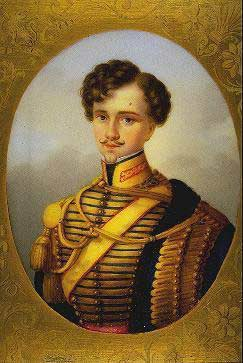
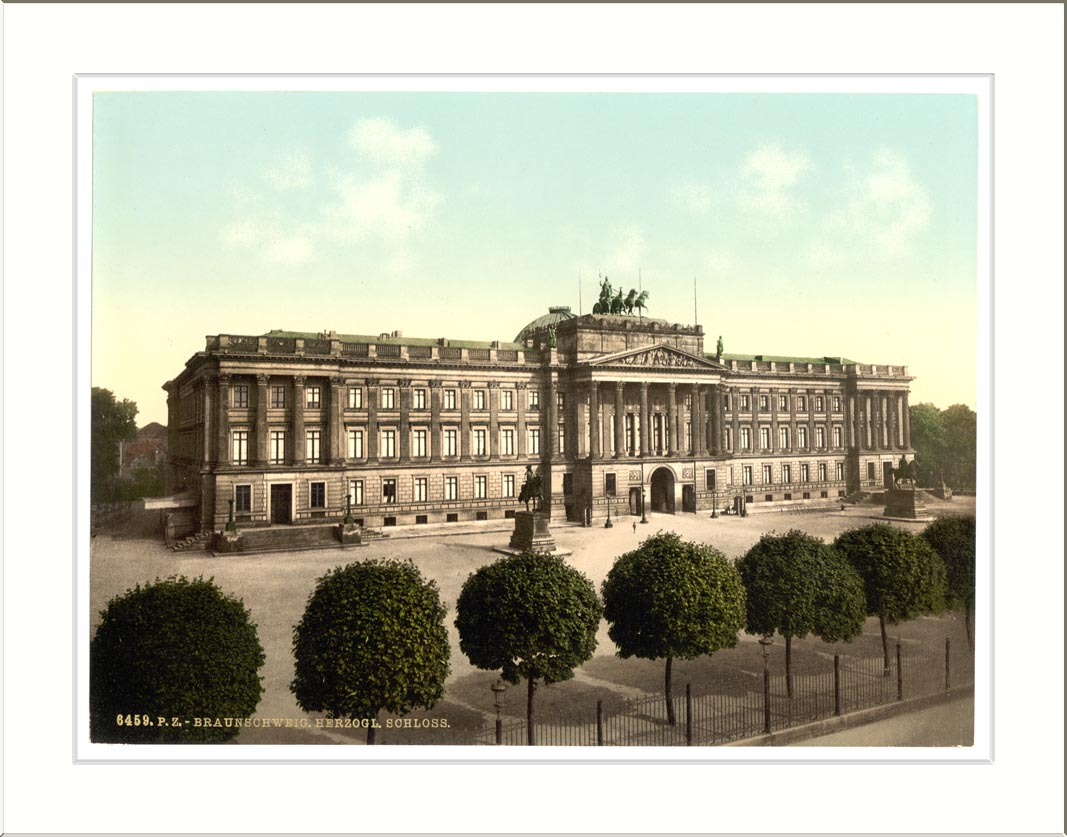